# Карбондејл (Колорадо)
Карбондејл (енгл. Carbondale) град је у америчкој савезној држави Колорадо.

## Демографија
По попису из 2010. године број становника је 6.427, што је 1.231 (23,7%) становника више него 2000. године.
| Група             | 2000.         | 2010.         |
| Белци             | 3.418 (65,8%) | 3.752 (58,4%) |
| Афроамериканци    | 34 (0,7%)     | 72 (1,1%)     |
| Азијати           | 36 (0,7%)     | 41 (0,6%)     |
| Хиспаноамериканци | 1.669 (32,1%) | 2.529 (39,3%) |
| Укупно            | 5.196         | 6.427         |